# Fritz Huguenin
Fritz Huguenin, né le 31 mai 1847 au Locle et décédé le 10 août 1917 à Neuchâtel, est un horloger, lobbyiste et journaliste suisse.

## Biographie
Fritz Huguenin est le fils d'Eugène Huguenin-Dumittan, un député et président du Grand Conseil du canton de Neuchâtel. Il est directeur d'une manufacture horlogère, d'abord au Locle, puis à Bienne,. Il est par ailleurs actifs pour plusieurs organisations professionnelles. Il devient ainsi, en 1885, secrétaire du Syndicat des fabricants de boîte argent à Bienne. De 1891 à 1909, il est secrétaire général de la Chambre neuchâteloise du commerce. Parallèlement, il est secrétaire de la Société intercantonale des industries du Jura, puis de la Chambre suisse d'horlogerie qui lui a succédé (1891-1908),. En 1908, il prend la présidence de cette Chambre. Il est par ailleurs le fondateur, en 1885, de La Fédération horlogère suisse, le journal de la Société intercantonale des industries du Jura, puis de la Chambre suisse d'horlogerie. Il en reste le rédacteur jusqu'à sa mort. En 1914, il est président du jury pour le secteur de l'horlogerie et de la bijouterie à l'Exposition de Berne,.